# Gare de Viviez - Decazeville
La gare de Viviez - Decazeville, anciennement gare de Viviez, est une gare ferroviaire française de la ligne de Capdenac à Rodez, située sur le territoire de la commune de Viviez, à proximité de Decazeville, dans le département de l'Aveyron, en région Occitanie.
Elle est mise en service en 1858 par la Compagnie du chemin de fer de Paris à Orléans (PO). C'est une gare de la Société nationale des chemins de fer français (SNCF), desservie par des trains des réseaux Intercités de nuit et TER Occitanie.

## Situation ferroviaire
Établie à 197 mètres d'altitude, la gare de Viviez - Decazeville est située au point kilométrique (PK) 258,528 de la ligne de Capdenac à Rodez, entre les gares ouvertes de Capdenac (s'intercalent les gares fermées de Saint-Martin-de-Bouillac et de Penchot) et d'Aubin.
Ancienne gare de bifurcation, elle était l'origine de la ligne de Viviez à Decazeville (entièrement fermée et déclassée), où elle précédait la gare de Decazeville.

## Histoire
La gare, alors dénommée « Viviez », est mise en service le 30 août 1858 par la Compagnie du chemin de fer de Paris à Orléans (PO), lorsqu'elle ouvre à l'exploitation la section de Capdenac à Saint-Christophe de l'embranchement de Capdenac à Rodez.
Elle est renommée Viviez - Decazeville après la fermeture du service voyageurs de la ligne de Viviez à Decazeville qui a lieu en 1973.

## Fréquentation
De 2015 à 2023, selon les estimations de la SNCF, la fréquentation annuelle de la gare s'élève aux nombres indiqués dans le tableau ci-dessous.
| Année               | 2015   | 2016   | 2017   | 2018   | 2019   | 2020  | 2021   | 2022   | 2023   |
| ------------------- | ------ | ------ | ------ | ------ | ------ | ----- | ------ | ------ | ------ |
| Nombre de voyageurs | 18 483 | 16 694 | 18 038 | 14 083 | 14 050 | 9 416 | 11 938 | 17 339 | 22 468 |

## Service des voyageurs

### Accueil
Gare de la SNCF, elle dispose d'un bâtiment voyageurs, avec guichet (ouvert du lundi au vendredi, hors jours fériés).

### Desserte
Viviez - Decazeville est desservie par des trains de grandes lignes Intercités de nuit et des trains régionaux TER Occitanie.

### Intermodalité
Un parking de 20 places est aménagé aux abords de la gare.